# Suore figlie di Maria Immacolata
Le Suore Figlie di Maria Immacolata (in polacco Siostry Córki Maryi Niepokalanej) sono un istituto religioso femminile di diritto pontificio: le suore di questa congregazione pospongono al loro nome la sigla Z.C.M.N.

## Storia
La congregazione fu fondata il 21 novembre 1891 a Zakroczym dal cappuccino Onorato da Biała, insieme con quattro giovani donne, per l'apostolato tra la popolazione urbana.
La prima superiora della comunità fu Margherita Moriconi, che nel 1897 si ritirò per curare lo sviluppo delle Ancelle della Madre del Buon Pastore; le subentrò Ludwika Gąsiorowska, ritenuta cofondatrice della congregazione.
L'istituto si sviluppò rapidamente ed ebbe presto case a Varsavia, Vilnius, Nowe Miasto nad Pilicą e Końskie; le suore, dette immacolatine, si specializzarono nell'assistenza alle ragazze giunte dalle campagne in città per cercare lavoro.
La congregazione ricevette il pontificio decreto di lode il 14 febbraio 1934.

## Attività e diffusione
Le suore svolgono la loro opera in asili, scuole, orfanotrofi e case di riposo.
Oltre che in Polonia, sono presenti in Bielorussia, Ciad, Italia, Lituania; la sede generalizia è a Nowe Miasto nad Pilicą.
Alla fine del 2008 la congregazione contava 161 religiose in 23 case.